# ارتباط درون‌فردی

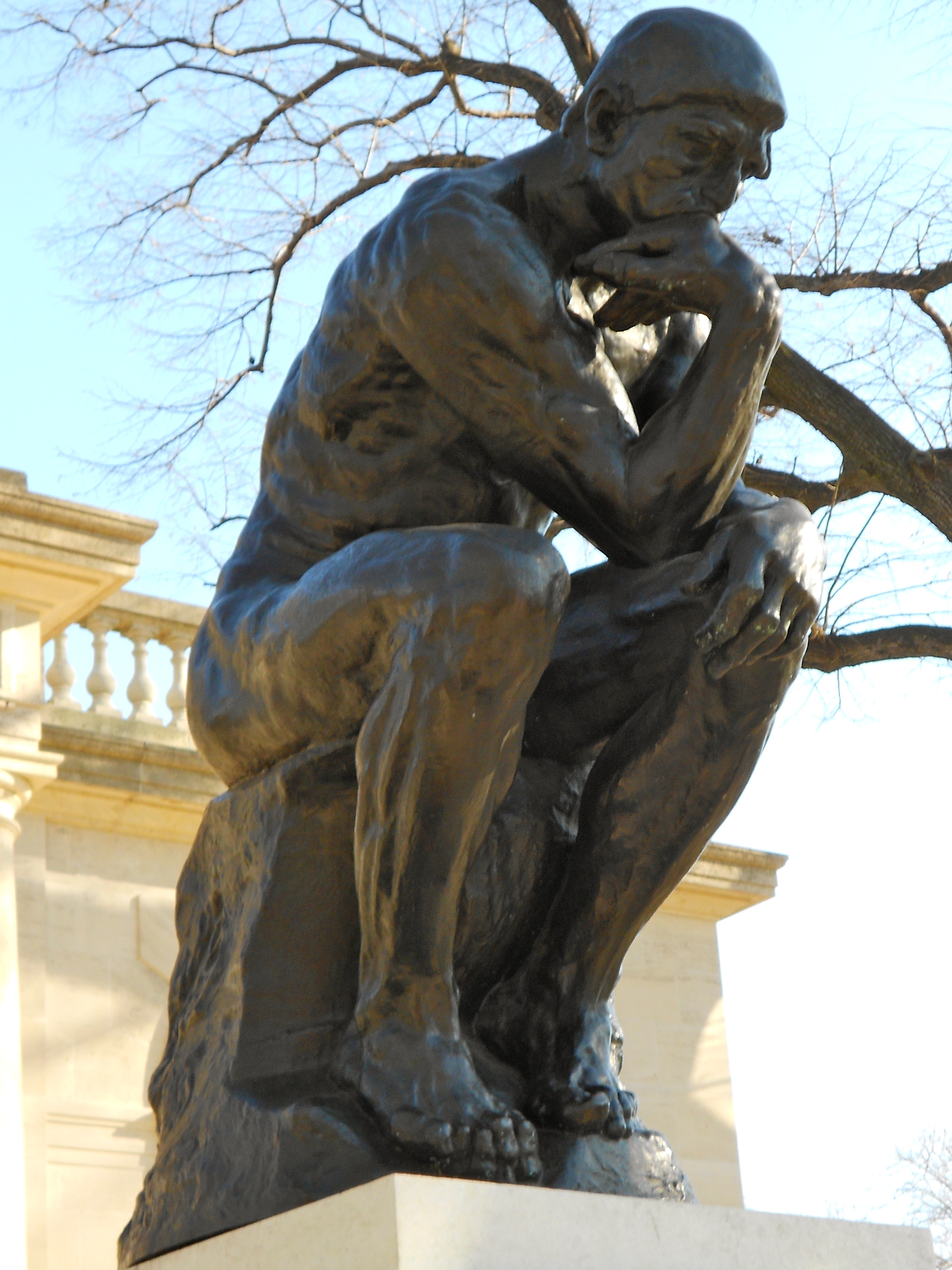
اندیشیدن عمیق با خود، شکلی رایج از ارتباط درون‌فردی است، همانند مجسمه «اندیشه‌گر» اثر آگوست رودن

ارتباط درون‌فردی (به انگلیسی: Intrapersonal communication) که با نام‌هایی چون خود-ارتباطی یا گفت‌وگوی درونی نیز شناخته می‌شود، نوعی از ارتباط است که فرد با خودش برقرار می‌کند. نمونه‌هایی از آن می‌تواند شامل فکر کردن به این جمله باشد که «دفعه بعد بهتر عمل می‌کنم» یا تصور یک مکالمه با رئیس در راستای آمادگی برای زودتر ترک محل کار باشد. در این نوع ارتباط، فرستنده و گیرنده پیام، یک نفر هستند. برخی نظریه‌پردازان این فرایند را تنها به تبادل پیام محدود نمی‌دانند بلکه آن را شامل معناپردازی و تلاش برای درک جهان پیرامون می‌دانند.
ارتباط درون‌فردی می‌تواند در خلوت شخصی یا در موقعیت‌های اجتماعی رخ دهد و ممکن است با محرک‌های بیرونی یا درونی تحریک شود. این نوع ارتباط دامنه‌ای گسترده از پدیده‌ها را در برمی‌گیرد، از جمله: برنامه‌ریزی، حل مسئله، ادراک، استدلال، اقناع درونی، درون‌نگری و حتی رویا دیدن.

## تعریف و ویژگی‌ها
ارتباط درون‌فردی، ارتباطی است که در درون فرد رخ می‌دهد. این شامل فرایند ایجاد، پردازش و ارزیابی پیام‌هایی است که فرد برای خودش می‌فرستد. اشکال معمول آن شامل گفت‌وگوی درونی (self-talk) و گفت‌وگوی درونی چندصدایی (inner dialogue) می‌شود. تفاوت آن با ارتباط بین‌فردی در این است که در ارتباط درون‌فردی، فرستنده و گیرنده یک نفرند.
برخی پژوهشگران مانند «جیمز واتسون» و «آن هیل» این مفهوم را محدود به آنچه «در ذهن ما» می‌گذرد می‌دانند، اما تعریف گسترده‌تری نیز وجود دارد که نوشتن دفترچه خاطرات، تهیه فهرست خرید یا صحبت کردن با خود را نیز شامل می‌شود. حتی می‌توان مکالمات خیالی با دیگران (مثلاً یک دوست، مربی یا شخصی مشهور) را در این قالب گنجاند.

## انواع ارتباط درون‌فردی
ارتباط درون‌فردی به دو دستهٔ عمده تقسیم می‌شود:
- درونی: مانند فکر کردن، رویاپردازی و تجسم ذهنی
- بیرونی: مانند نوشتن دفترچه خاطرات، صحبت کردن با خود یا فهرست‌برداری

همچنین این ارتباط به دو دسته کلامی و غیرکلامی تقسیم می‌شود. در حالت کلامی، پیام‌ها با استفاده از زبان منتقل می‌شوند (مانند گفت‌وگوی درونی یا مونولوگ ذهنی). در شکل غیرکلامی، تصویرسازی، خاطرات دیداری یا حسی نقش دارند.
در گفت‌وگوی درونی، تنها یک صدا در ذهن شنیده می‌شود؛ اما در گفت‌وگوی درونی چندصدایی، صداهای متفاوتی نماینده دیدگاه‌های مختلف در ذهن ظاهر می‌شوند (مثلاً هنگام تصمیم‌گیری دشوار).

## مدل‌های نظری
نظریه‌های مختلفی دربارهٔ فرایند ارتباط درون‌فردی وجود دارد. برای نمونه:
- مدل بارکر و وایزمن (۱۹۶۶): در این مدل، ارتباط درون‌فردی با دریافت محرک‌های داخلی و خارجی آغاز می‌شود، سپس فرد آن‌ها را تفسیر، معناگذاری، و سرانجام به صورت پیام درونی کدگذاری می‌کند.
- مدل بارنلند (۱۹۷۰): تمرکز این مدل بر تولید معناست. فرد در پاسخ به نشانه‌ها (درونی، بیرونی و رفتاری) به تفسیر و پاسخ‌دهی می‌پردازد.
- مدل استاینبرگ: شامل پنج عنصر است: رمزگشایی، ادغام، حافظه، مجموعه‌های ادراکی و رمزگذاری مجدد.

برخی نظریه‌پردازان مانند «لین دا کاستیگان لدرمن» معتقدند که ارتباط درون‌فردی بر پایه گفت‌وگوی میان بخش‌های مختلف «خود» بنا شده است (مثلاً خود عقلانی، خود هیجانی و...).

## رابطه با ارتباط بین‌فردی
ارتباط درون‌فردی با ارتباط بین‌فردی رابطه‌ای تنگاتنگ دارد. بازخوردهای مثبت یا منفی از سوی دیگران می‌تواند بر گفت‌وگوی درونی فرد تأثیر بگذارد و بالعکس. همچنین افراد پیش از صحبت با دیگران، به‌طور ناخودآگاه در ذهن خود پاسخ‌هایی را بررسی می‌کنند.
برخی پژوهشگران مانند جیمز هانیکات و «شایلا استاینبرگ» بر این باورند که ارتباط درون‌فردی پایهٔ همه ارتباطات دیگر است.

## کارکردها و اهمیت
ارتباط درون‌فردی در بسیاری از کارکردهای روان‌شناختی نقش دارد:
- خودتنظیمی
- درون‌سازی فرهنگ و هنجارها
- حل مسئله و برنامه‌ریزی
- تصمیم‌گیری
- کنترل رفتار
- آرام‌سازی در موقعیت‌های پراسترس

همچنین در زمینه یادگیری زبان دوم و انجام وظایف خلاقانه مانند موسیقی، نقاشی یا رقص به کار می‌آید.

## رابطه با سلامت روان
ارتباط درون‌فردی نقش حیاتی در سلامت روان دارد. این مسئله به‌ویژه در بحث گفت‌وگوی مثبت و منفی درونی و عزت نفس اهمیت دارد.
- گفت‌وگوی منفی: تمرکز بر نقاط ضعف، انتقاد شدید از خود و جمله‌هایی مانند «من همیشه خراب می‌کنم». چنین گفت‌وگویی ممکن است از دوران کودکی شکل گرفته باشد و به افسردگی، اضطراب و کاهش اعتماد به نفس منجر شود.
- گفت‌وگوی مثبت: تأکید بر نقاط قوت و پتانسیل‌ها، مانند «می‌توانم این کار را انجام دهم»، که با بهبود روحیه و کاهش استرس مرتبط است.

برای بهبود این گفت‌وگو، درمان شناختی-رفتاری روش‌هایی ارائه می‌دهد مانند آگاهی از الگوهای منفی، به چالش کشیدن آن‌ها، و جایگزینی با افکار مثبت. ذهن‌آگاهی نیز با تمرکز بر لحظه حال بدون قضاوت می‌تواند در این زمینه مؤثر باشد.

## در ادبیات
در ادبیات، مفهومی مشابه ارتباط درون‌فردی با عنوان «جریان سیال ذهن» (Stream of Consciousness) وجود دارد. در این تکنیک، افکار، احساسات و ادراکات شخصیت مستقیماً و بدون فیلتر راوی روایت می‌شوند. آثاری چون «اولیسه» اثر جیمز جویس و «خانم دالووی» اثر ویرجینیا وولف از نمونه‌های برجسته در این سبک هستند.